# Condé-sur-l'Escaut
Pour les articles homonymes, voir Condé.
Condé-sur-l'Escaut est une commune française située dans le département du Nord, en région Hauts-de-France.
Localisée sur le cours canalisé de l'Escaut, elle fait partie de la banlieue de Valenciennes et de la communauté d'agglomération Valenciennes Métropole, qui regroupe 35 communes et 191 885 habitants, en 2022.

## Géographie

### Localisation
Condé-sur-l'Escaut est située à 12 km au nord-est de Valenciennes, à 51 km de Lille, à 90 km de Bruxelles et à 239 km de Paris.
Le territoire communal est longé, au Nord, par la frontière belge. La ville se trouve au confluent de la Haine et de l'Escaut.
Les communes limitrophes sont  Bernissart, Fresnes-sur-Escaut, Péruwelz, Quarouble, Saint-Aybert, Thivencelle et Vieux-Condé.
|                    | Péruwelz (be)      |                          |
| Vieux-Condé        | Condé-sur-l'Escaut | Bernissart (be)          |
| Fresnes-sur-Escaut | Quarouble          | Saint-Aybert Thivencelle |

### Hydrographie

#### Réseau hydrographique
La commune est située dans le bassin Artois-Picardie. Elle est drainée par le canal de Mons de la Frontière Belge au confluent de l'Escaut canalisé, le Contre-fossé rive droite du canal de Mons, le Courant de Bernissart, le Jard, le Courant de Macou, le Courant des Vaucelles, le Malolin, la Ferme Saint-Calixte, le Coq et divers autres petits cours d'eau,.
Le canal Mons-Condé a été construit à partir de 1807 et mis en service en 1818, pour faciliter le transport du « charbon de terre » par l'Escaut, des mines du Borinage vers la France (le territoire belge faisait partie de l'Empire à l'époque napoléonienne). Il a été comblé au profit du Canal Nimy-Blaton-Péronnes.
Le Jard, est un cours d'eau évacuant le trop-plein de l'étang de Chabaud-Latour, parallèle à l'Escaut canalisé à partir de Condé-sur-l'Escaut et s'y jetant (r.d.) à la limite entre Flines-lès-Mortagne et Château-l'Abbaye.

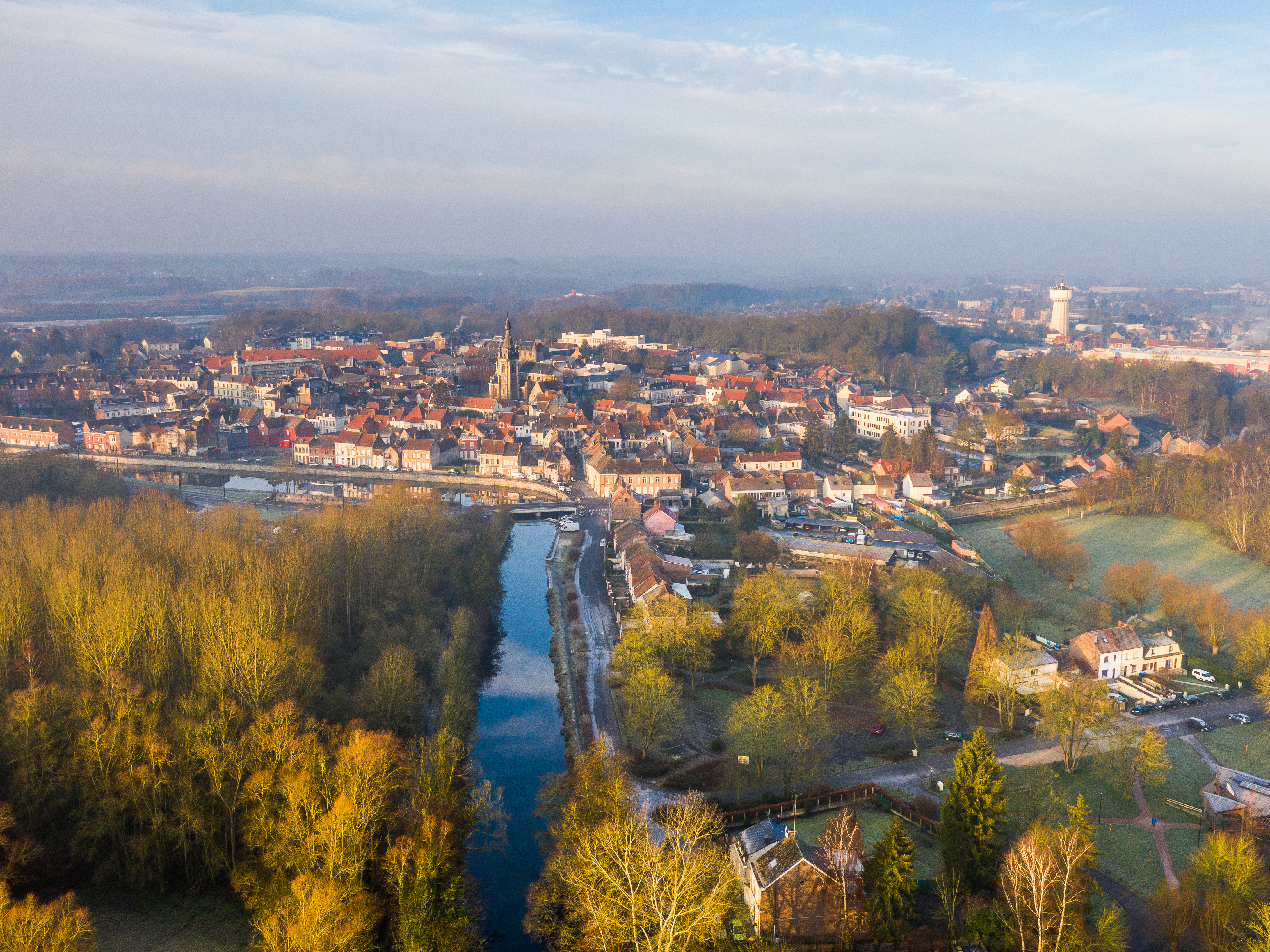
Condé-sur-l'Escaut
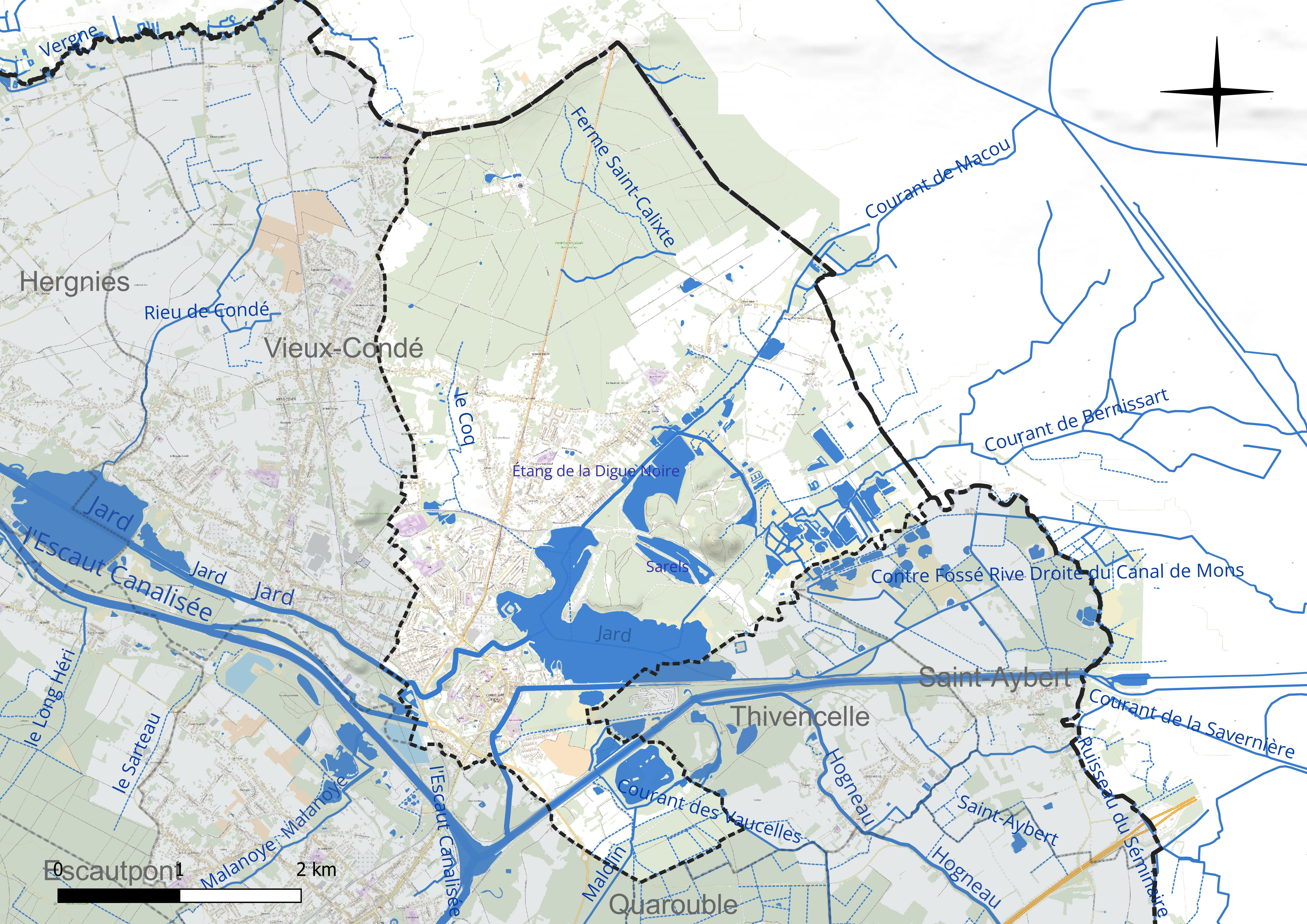
Réseau hydrographique de Condé-sur-l'Escaut.

Trois plans d'eau complètent le réseau hydrographique : l'étang Chabaud-Latour, d'une superficie totale de 105 ha (93,6 ha sur la commune), l'étang de la Digue Noire (18,8 ha) et Sarels (4,3 ha),.

#### Gestion et qualité des eaux
Le territoire communal est couvert par le schéma d'aménagement et de gestion des eaux (SAGE) « Escaut ». Ce document de planification concerne un territoire de 2 005 km2 de superficie, délimité par le bassin versant de l'Escaut. Le périmètre a été arrêté le 9 juin 2006 et le SAGE proprement dit a été approuvé le 13 juillet 2021. La structure porteuse de l'élaboration et de la mise en œuvre est le syndicat mixte Escaut et Affluents (SyMEA).
La qualité des cours d'eau peut être consultée sur un site dédié géré par les agences de l'eau et l'Agence française pour la biodiversité.

### Climat
Pour des articles plus généraux, voir Climat des Hauts-de-France et Climat du Nord.
En 2010, le climat de la commune est de type climat océanique dégradé des plaines du Centre et du Nord, selon une étude du CNRS s'appuyant sur une série de données couvrant la période 1971-2000. En 2020, Météo-France publie une typologie des climats de la France métropolitaine dans laquelle la commune est exposée à un climat océanique altéré et est dans la région climatique Nord-est du bassin Parisien, caractérisée par un ensoleillement médiocre, une pluviométrie moyenne régulièrement répartie au cours de l'année et un hiver froid (3 °C).
Pour la période 1971-2000, la température annuelle moyenne est de 10,7 °C, avec une amplitude thermique annuelle de 14,8 °C. Le cumul annuel moyen de précipitations est de 730 mm, avec 12,4 jours de précipitations en janvier et 9,3 jours en juillet. Pour la période 1991-2020, la température moyenne annuelle observée sur la station météorologique la plus proche, située sur la commune de Valenciennes à 11 km à vol d'oiseau, est de 11,0 °C et le cumul annuel moyen de précipitations est de 694,1 mm,. Pour l'avenir, les paramètres climatiques de la commune estimés pour 2050 selon différents scénarios d'émission de gaz à effet de serre sont consultables sur un site dédié publié par Météo-France en novembre 2022.

## Urbanisme

### Typologie
Au 1er janvier 2024, Condé-sur-l'Escaut est catégorisée centre urbain intermédiaire, selon la nouvelle grille communale de densité à sept niveaux définie par l'Insee en 2022.
Elle appartient à l'unité urbaine de Valenciennes (partie française), une agglomération internationale regroupant 56  communes, dont elle est une commune de la banlieue,,. Par ailleurs la commune fait partie de l'aire d'attraction de Valenciennes (partie française), dont elle est une commune de la couronne,. Cette aire, qui regroupe 102 communes, est catégorisée dans les aires de 200 000 à moins de 700 000 habitants,.

### Occupation des sols
L'occupation des sols de la commune, telle qu'elle ressort de la base de données européenne d'occupation biophysique des sols Corine Land Cover (CLC), est marquée par l'importance des forêts et milieux semi-naturels (37,9 % en 2018), en diminution par rapport à 1990 (39 %). La répartition détaillée en 2018 est la suivante : 
forêts (32 %), zones urbanisées (22,4 %), prairies (12,7 %), zones agricoles hétérogènes (7,6 %), eaux continentales (7,6 %), zones humides intérieures (6 %), milieux à végétation arbustive et/ou herbacée (5,9 %), espaces verts artificialisés, non agricoles (5,8 %). L'évolution de l'occupation des sols de la commune et de ses infrastructures peut être observée sur les différentes représentations cartographiques du territoire : la carte de Cassini (XVIIIe siècle), la carte d'état-major (1820-1866) et les cartes ou photos aériennes de l'IGN pour la période actuelle (1950 à aujourd'hui).

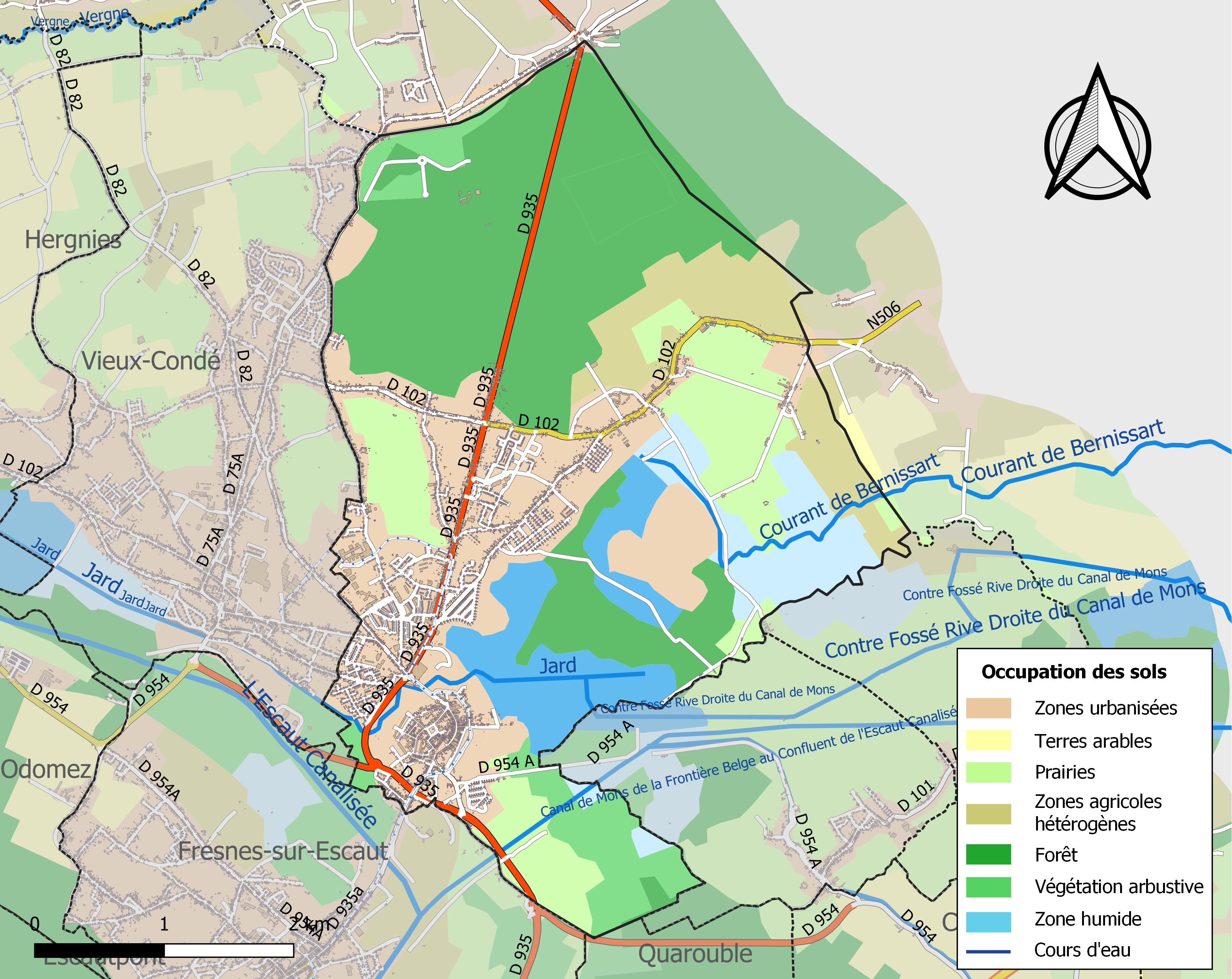
Carte des infrastructures et de l'occupation des sols de la commune en 2018 (CLC).

### Projets d'aménagement
Classé quartier prioritaire, le centre historique fait partie du programme national de revitalisation des quartiers anciens dégradés (PNRQAD) alors qu'il compte près de 3 000 habitants pour un taux de pauvreté de 42 % en 2020.

### Voie de communication et transports
Condé-sur-l'Escaut est desservie par la ligne T2 du tramway de Valenciennes par le biais des stations Condé – Hôtel de Ville, Tourniquet, Hameau de Macou et Lycée du Pays de Condé.
Les lignes 14, 100, 109, 133 et Illigo 2 du réseau de bus Transvilles desservent la commune. Enfin, la ligne 8 du réseau belge TEC Hainaut dessert également la commune au niveau du hameau transfrontalier de Bon-Secours.

## Toponymie
Le nom Condé vient du celtique Condat(e), qui signifie « confluent » (ici celui de la Haine, aujourd'hui détournée, et de l'Escaut). Le nom est romanisé en Condatum à l'époque gallo-romaine avant de devenir Conde au XIVe siècle.
Durant la période révolutionnaire, à la demande des autorités et par décret du 25 vendémiaire an II (16 octobre 1793), comme beaucoup de communes de France dont le nom tient alors d'une connotation féodale ou religieuse, la commune, alors nommée Condé, prend le nom de Nord-Libre et jusqu'au décret du 8 octobre 1810,.
La commune prend son nom actuel de « Condé-sur-l'Escaut », en 1886.
La commune se nomme Konde a/d Schelde en flamand.
Ses habitants sont appelés les Condéens.

## Histoire
Situé en Gaule belgique à l'époque celtique, le site est occupé par les Nerviens puis par les Romains qui y installent un campement militaire.
Les Francs s'y installent ensuite à l'époque des Invasions et la région est évangélisée au VIIe siècle par saint Wasnon, patron de l'église paroissiale. Une collégiale s'érige à proximité immédiate (actuellement place Verte) et se trouve placé sous le vocable de Notre-Dame. La fondation de ce chapitre, qui fournit au pouvoir féodal son personnel administratif, remonte à la période mérovingienne (Ve au- VIIIe siècles, ainsi que l'attestent les fouilles archéologiques). Deux siècles plus tard, des Vikings, apparus une première fois en 855, s'y établissent provisoirement dans les années 880. Remontant l'Escaut sous le commandement de leurs chefs Sigfred et Godfred, ils prennent la place forte et y établissent un camp retranché avec un embryon de fortifications ; chassés en 885, ils réapparaissent dès l'année suivante jusqu'à leur expulsion définitive en 889.
La ville, très disputée, est tour à tour prise par les troupes flamandes de Jacques van Artevelde, par le roi de France Louis XI en 1477.
Jean de La Hamaïde, seigneur de Condé, meurt à la bataille d'Azincourt en 1415.
En 1654, les Espagnols commencent une période de chantiers de modernisation, interrompue par une prise française en 1655, suivie d'une reprise espagnole l'année suivante. Les Espagnols ajoutent un chemin couvert et construisent des défenses avancées. Ils renforcent les défenses du front nord-ouest par quatre puissants bastions. En 1676, Louis XIV assiège la ville, définitivement rattachée à la France par le traité de Nimègue en 1678.
Le 27 novembre 1788, sont érigées en duché les terres de Condé, Fresnes, Vieux-Condé, Hargnies, situées en Hainaut, sous la dénomination de duché de Croÿ en faveur d'Emmanuel Ferdinand François duc de Croÿ (maison de Croÿ). Le bénéficiaire, prince de Solre et de Meurs, prince du Saint-Empire, grand d'Espagne de 1re classe, maréchal des camps et armées du roi, chevalier des ordres du roi, baron et gouverneur de Condé, avait demandé de transporter le titre de duché de Croÿ, créé en 1598 par Henri IV en faveur de Charles de Croÿ sur la terre de Croÿ (Crouy-Saint-Pierre) en Picardie, sur les terres de Condé, etc.
Les troupes autrichiennes de François de Saxe-Cobourg occupent la ville après un blocus de 92 jours (10 juillet 1793). La ville est libérée des Autrichiens le 3 septembre 1794 par le général Schérer. Elle tombe aux mains des coalisés lors de la chute de Napoléon (1815) : ils ne la quittent que trois années plus tard, en 1818.
En 1802-1803, au niveau des transports, deux voitures relient régulièrement Condé, alors Nord-Libre, à Mons et Tournai.
En 1808, Condé, encore appelée Nord-Libre, est un dépôt principal de sûreté, centre de détention intermédiaire entre les dépôts de sûreté et les prisons.
En 1878, l'archiduc Frédéric d'Autriche, de la brache de Teschen, y épouse la princesse Isabelle de Croÿ au château de l'Hermitage.

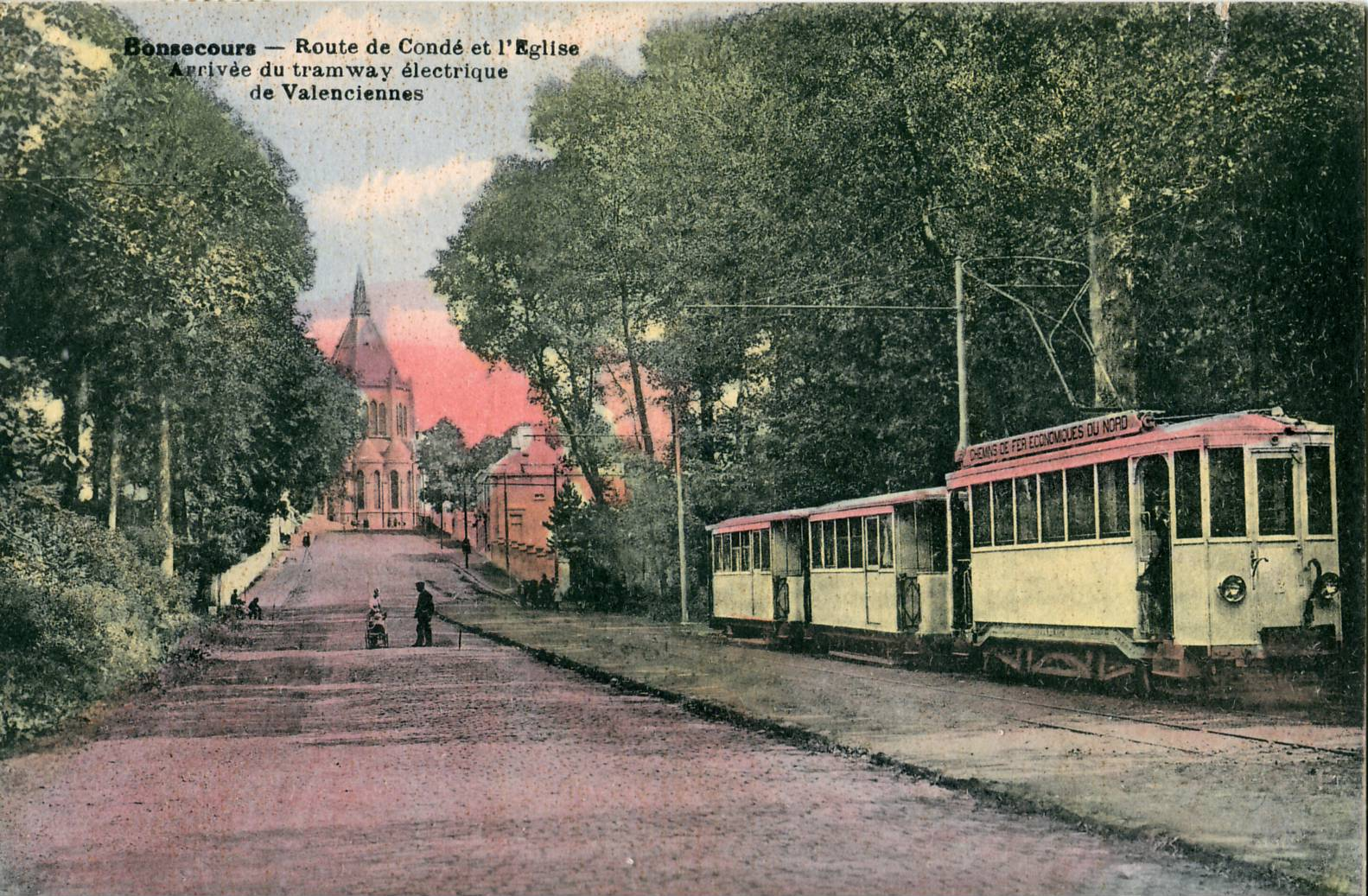
La ville fut desservie par l'ancien tramway de Valenciennes de 1882 à 1966.

En 1901, Condé-sur-l'Escaut perd son titre de place forte : l'État autorisera son démantèlement en 1923.
En juillet 1914, à la veille de la Première Guerre mondiale, un rassemblement contre la guerre est organisé à Condé-sur-l'Escaut avec des représentants des partis socialistes français, belge et allemand, parmi lesquels Karl Liebknecht,.
Lors de la Seconde Guerre mondiale, la commune est occupée de 1940 à 1944 par les Allemands qui exploitent ses ouvriers et sa mine de charbon.
Le charbon est exploité à la fosse Ledoux jusqu'en 1989, date de la fermeture définitive de la mine. Le site est détruit en 1991.
Le 28 août 1979, six braqueurs attaquent la trésorerie principale de Condé-sur-l'Escaut et repartent avec un butin de 16 000 000 FF (environ 2 500 000 €), la pension trimestrielle des mineurs (le paiement des pensions était en liquide),.

## Politique et administration

### Tendances politiques et résultats
Le premier tour des élections municipales de 2020 se déroule le 15 mars. Le confinement lié à la pandémie de Covid-19 retarde de trois mois la tenue du second tour, qui a lieu le 28 juin. S'y affrontent le maire sortant, le fils de l'ancien maire et un ancien adjoint.

### Liste des maires
Maire de 1802 à 1807 : Antoine de St-Moulin, médecin,.

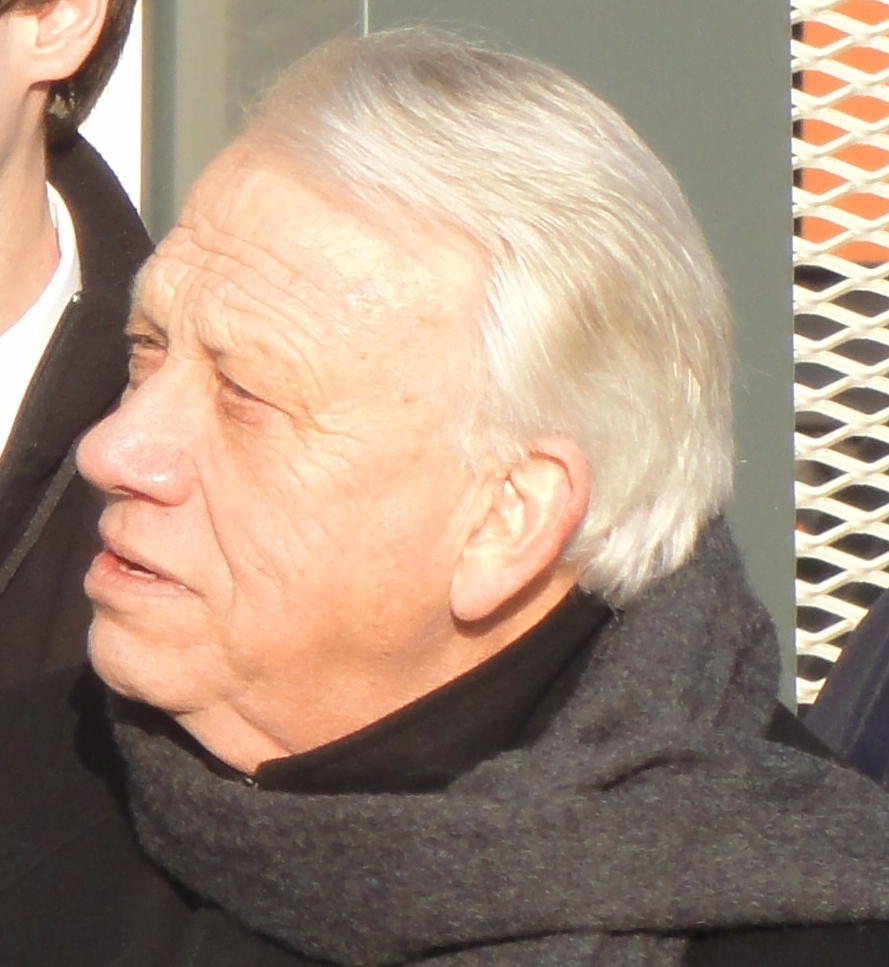
Daniel Bois en décembre 2013.

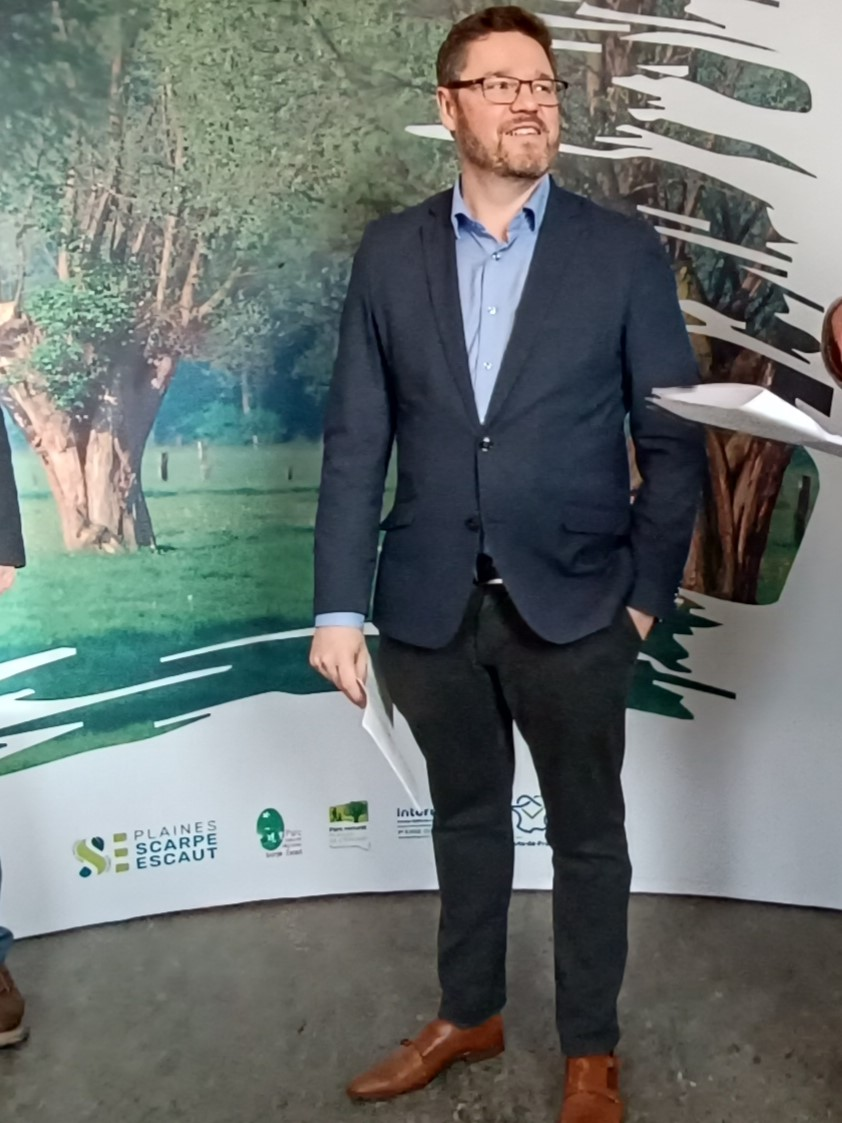
Grégory Lelong, Maire de Condé-sur-l'Escaut et président du Parc naturel régional Scarpe-Escaut, vice président du Parc naturel européen Plaines Scarpe-Escaut lors des voeux 2025 à Rieulay.

### Instances judiciaires et administratives
Condé-sur-l'Escaut relève du tribunal d'instance de Valenciennes, du tribunal de grande instance de Valenciennes, de la cour d'appel de Douai, du tribunal pour enfants de Valenciennes, du conseil de prud'hommes de Valenciennes, du tribunal de commerce de Valenciennes, du tribunal administratif de Lille et de la cour administrative d'appel de Douai.

### Intercommunalité
Condé-sur-l'Escaut est membre de la Communauté d'agglomération de Valenciennes Métropole qui regroupe 35 communes.

### Jumelages
- Quaregnon (Belgique)
- Besigheim (Allemagne)
- Bátaszék (Hongrie)
- Newton Abbot (Angleterre)
- Ay-en-Champagne (France)

## Population et société

### Démographie

#### Évolution démographique
L'évolution du nombre d'habitants est connue à travers les recensements de la population effectués dans la commune depuis 1800. Pour les communes de moins de 10 000 habitants, une enquête de recensement portant sur toute la population est réalisée tous les cinq ans, les populations de référence des années intermédiaires étant quant à elles estimées par interpolation ou extrapolation. Pour la commune, le premier recensement exhaustif entrant dans le cadre du nouveau dispositif a été réalisé en 2005.

En 2022, la commune comptait 9 297 habitants, en évolution de −3,96 % par rapport à 2016 (Nord : +0,51 %, France hors Mayotte : +2,11 %).
| 1800  | 1806  | 1821  | 1831  | 1836  | 1841  | 1846  | 1851  | 1856  |
| ----- | ----- | ----- | ----- | ----- | ----- | ----- | ----- | ----- |
| 5 978 | 6 679 | 7 021 | 5 350 | 5 297 | 5 103 | 5 025 | 5 110 | 5 710 |

| 1861  | 1866  | 1872  | 1876  | 1881  | 1886  | 1891  | 1896  | 1901  |
| ----- | ----- | ----- | ----- | ----- | ----- | ----- | ----- | ----- |
| 5 804 | 4 642 | 4 964 | 4 346 | 4 621 | 5 172 | 4 772 | 4 481 | 4 960 |

| 1906  | 1911  | 1921  | 1926  | 1931  | 1936  | 1946  | 1954  | 1962   |
| ----- | ----- | ----- | ----- | ----- | ----- | ----- | ----- | ------ |
| 5 310 | 5 213 | 4 503 | 6 708 | 7 228 | 7 053 | 7 114 | 9 137 | 14 066 |

| 1968   | 1975   | 1982   | 1990   | 1999   | 2006   | 2010  | 2015  | 2020  |
| ------ | ------ | ------ | ------ | ------ | ------ | ----- | ----- | ----- |
| 13 607 | 13 994 | 13 671 | 11 289 | 10 527 | 10 121 | 9 731 | 9 630 | 9 445 |

| 2022  | - | - | - | - | - | - | - | - |
| ----- | - | - | - | - | - | - | - | - |
| 9 297 | - | - | - | - | - | - | - | - |

#### Pyramide des âges
La population de la commune est relativement jeune.
En 2018, le taux de personnes d'un âge inférieur à 30 ans s'élève à 38,4 %, soit en dessous de la moyenne départementale (39,5 %). À l'inverse, le taux de personnes d'âge supérieur à 60 ans est de 25,8 % la même année, alors qu'il est de 22,5 % au niveau départemental.
En 2018, la commune comptait 4 519 hommes pour 5 067 femmes, soit un taux de 52,86 % de femmes, légèrement supérieur au taux départemental (51,77 %).
Les pyramides des âges de la commune et du département s'établissent comme suit.
| Hommes | Classe d’âge | Femmes |
| ------ | ------------ | ------ |
| 0,5    | 90 ou +      | 1,9    |
| 5,9    | 75-89 ans    | 10,5   |
| 15,2   | 60-74 ans    | 17,1   |
| 20,6   | 45-59 ans    | 18,3   |
| 17,3   | 30-44 ans    | 15,6   |
| 18,6   | 15-29 ans    | 17,4   |
| 21,9   | 0-14 ans     | 19,1   |

| Hommes | Classe d’âge | Femmes |
| ------ | ------------ | ------ |
| 0,5    | 90 ou +      | 1,4    |
| 5,3    | 75-89 ans    | 8,1    |
| 14,8   | 60-74 ans    | 16,2   |
| 19,1   | 45-59 ans    | 18,4   |
| 19,5   | 30-44 ans    | 18,7   |
| 20,7   | 15-29 ans    | 19,1   |
| 20,2   | 0-14 ans     | 18     |

### Enseignement
Condé fait partie de l'académie de Lille.

### Sports
- C'est au stade de la Chaussiette que l'un des rares clubs de crosse de France s'entraine. Surnommée les Haveurs en référence au passé minier du Valenciennois, elle joue en championnat en association avec le club de Lille mais organise seule sa propre compétition évènementielle annuelle : la Hainaut Cup.
- La ville dispose également d'un circuit de moto-cross et a organisé en 2013 la finale du Championnat des Flandres.
- Le club de volley-ball joue en Nationale masculine 2 aux côtés de Bellaing.
- Le club de judo local organise chaque année un tournoi open dit Open des ch'tis, invitant au passage plusieurs clubs plus ou moins lointains.

### Média
- La Voix du Nord Valenciennes-Denain (quotidien)
- L'Observateur du Valenciennois (hebdomadaire)

## Culture locale et patrimoine

### Lieux et monuments
- Château féodal de Nicolas d'Avesnes relevant du Hainaut. Édifice roman du XIIe siècle - Remanié en phillipien au XVe siècle - transformé en arsenal à la fin du XVIIe siècle
- Châtelet de l'Hostel de Bailleul (1411, par ailleurs cité au XIVe siècle)
- Enceinte urbaine plusieurs fois remaniée : XIIe siècle (par Baudouin IV l'Édifieur, comte de Hainaut) – voir notamment la « Tour des Archers », XVIe siècle (par les Espagnols) – XVIIIe siècle (par Vauban, qui ajoute notamment la redoute de Macou), XIXe siècle (par Séré de Rivières) et milieu du XXe siècle (blockhaus)
- Couvent des Sœurs Grises (1536) aménagé en théâtre entre 1824 et 1849
- Fortifications des XVIe et XVIIe siècles remaniées par Vauban
- Caserne de Cavalerie dite « Quartier Lecomte » (1680), actuellement HLM
- Porte Vautourneux (1707)
- Ancien Relais de Poste dit : La Couronne d'Espagne - De Spaanse Kroon (début XVIIIe)
- Église Saint-Wasnon. (1751 - clocher 1607)
- Hôtel de ville (1774)
- Moulin de Croÿ (reconstruit en 1776)
- Château de l'Hermitage (1786)
- Beffroi (XIIIe siècle) disparu au profit d'un beffroi plus modeste (1789)
- Corps de Garde de la Porte du Quesnoy (1803)
- Kiosque (1881)
- Monument de la Clairon (1901)
- Ancien manège de Cavalerie, actuellement entrepôt (1905)
- Chevalement de l'ancienne fosse Ledoux (1951)
- Le cimetière militaire britannique situé à l'intérieur du cimetière communal.
- Tombeau d'Élisa Joséphine Glorieux[49] (1814-1889), situé route de Bonsecours[50],[51].
- Château de Lorette, XIXe siècle[52].

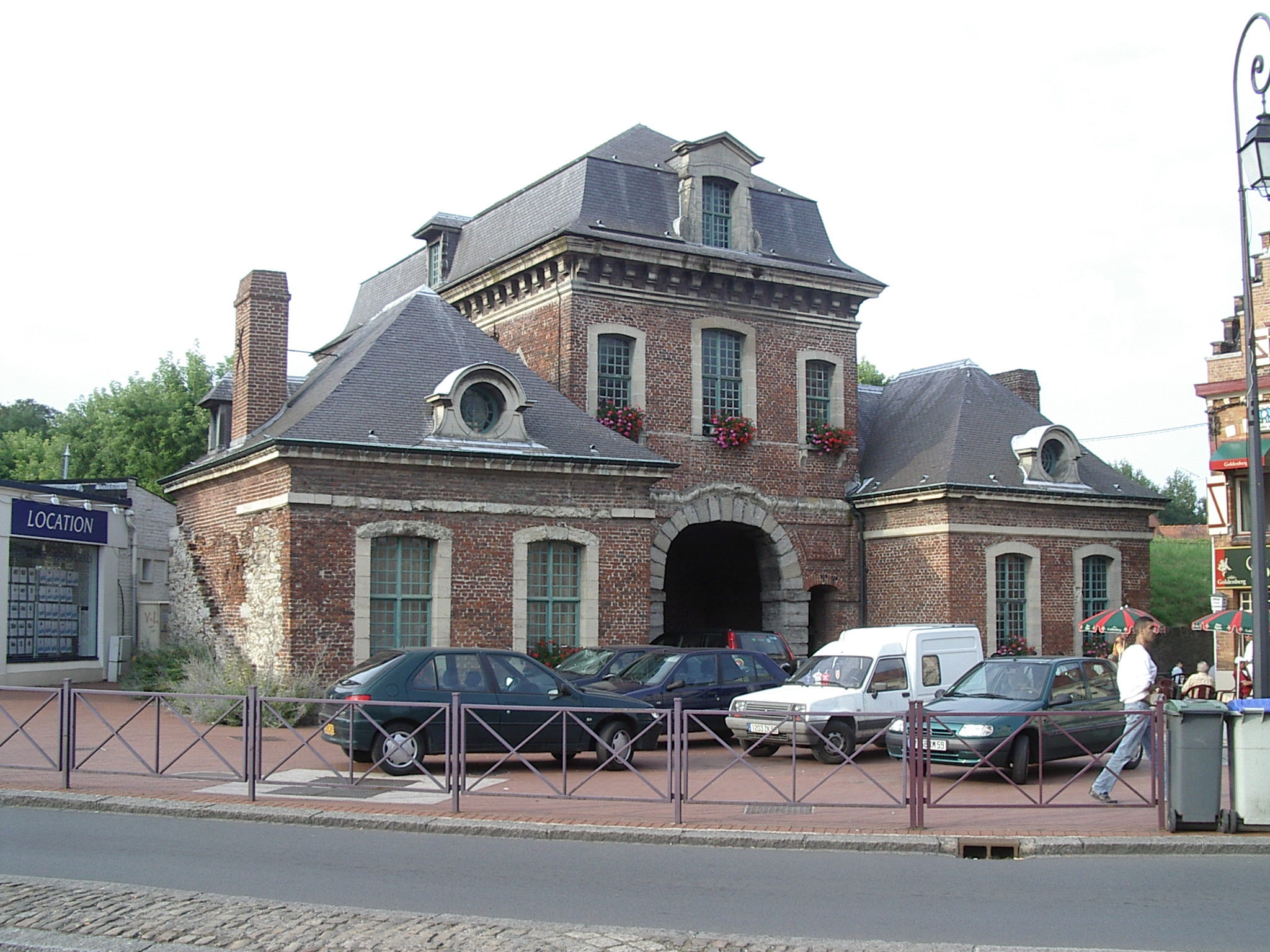
Porte Vautourneux (XVIIe siècle).
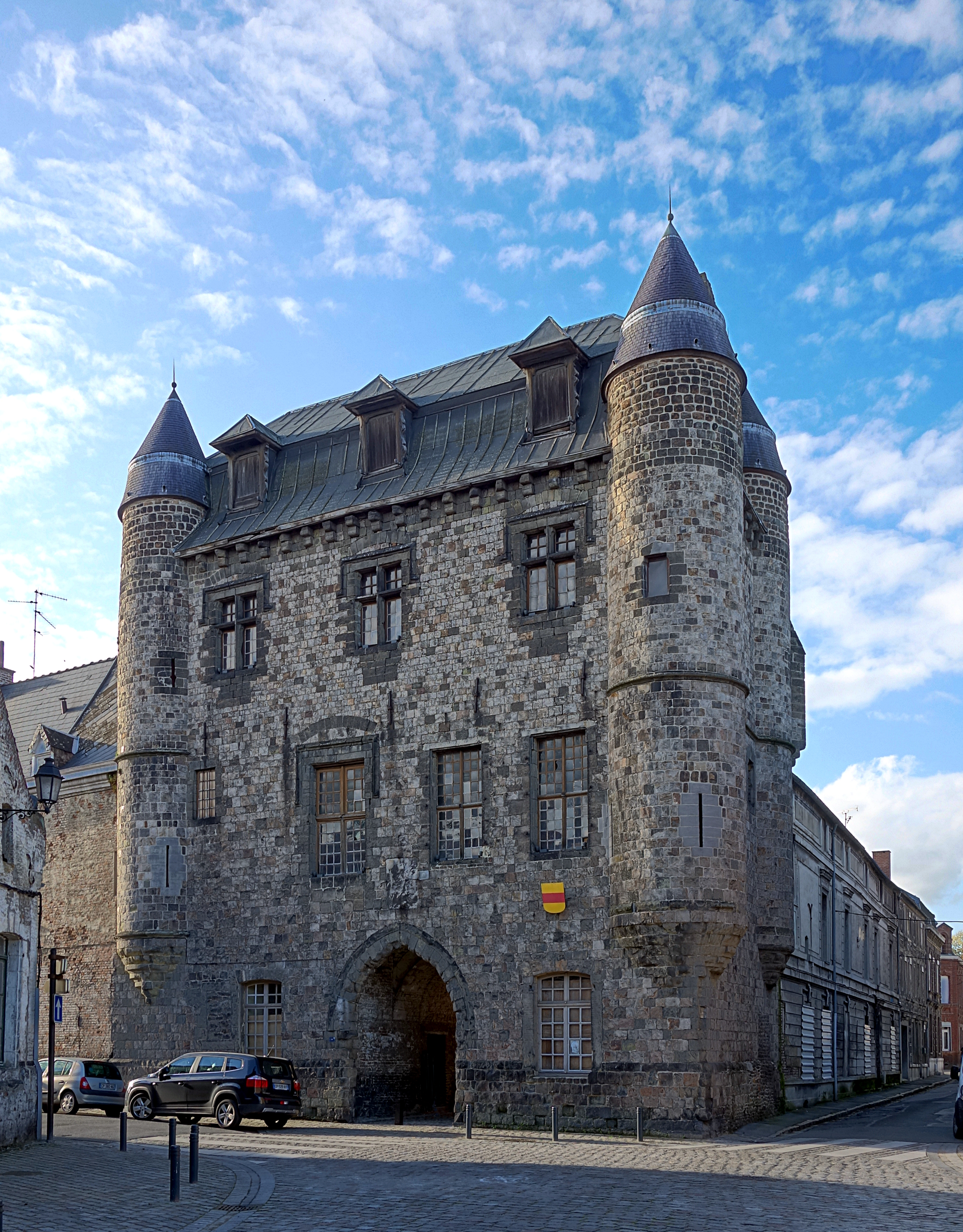
Château de Bailleul (1411).
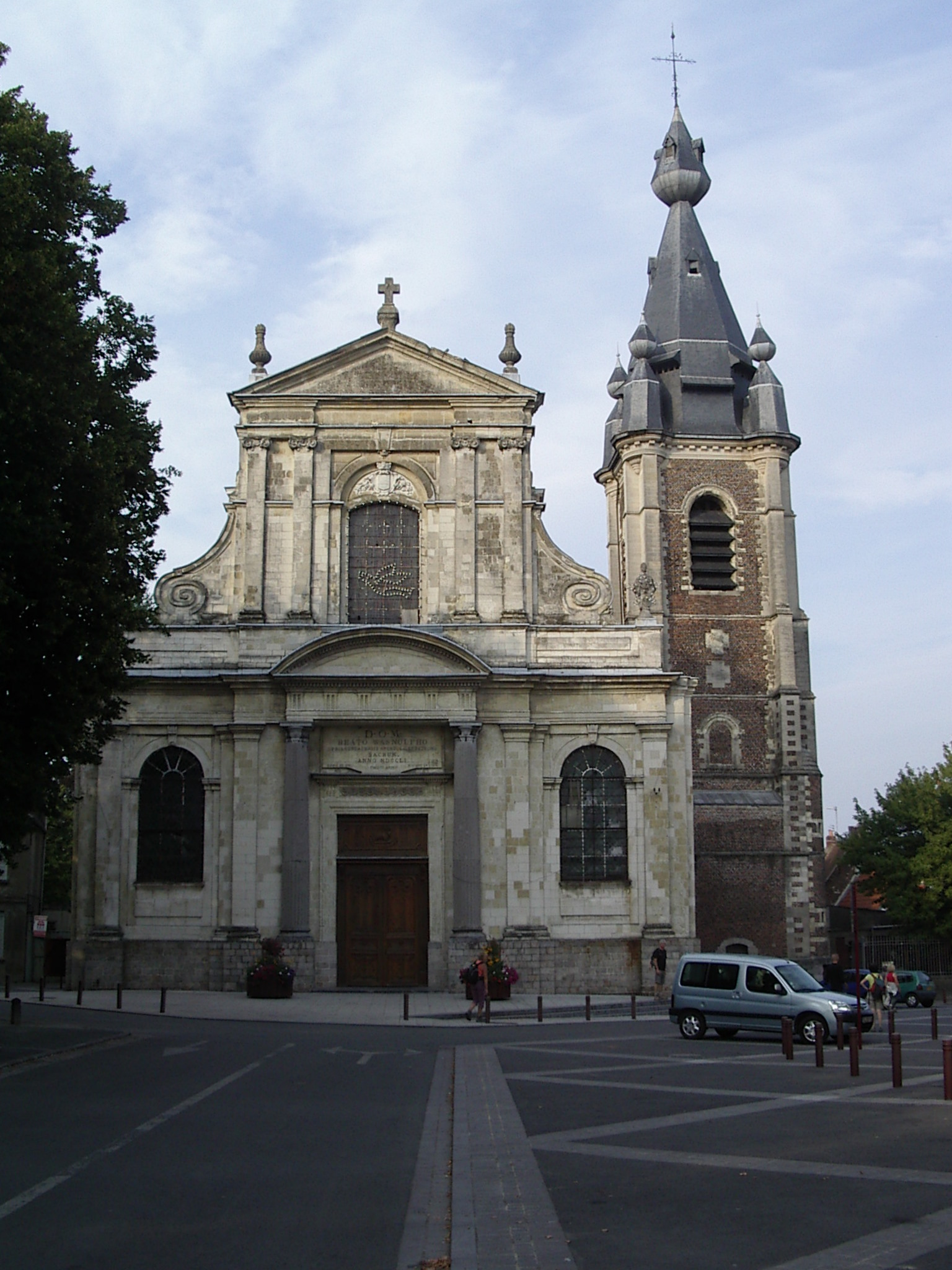
Église Saint-Wasnon (1751) et son clocher (1607).
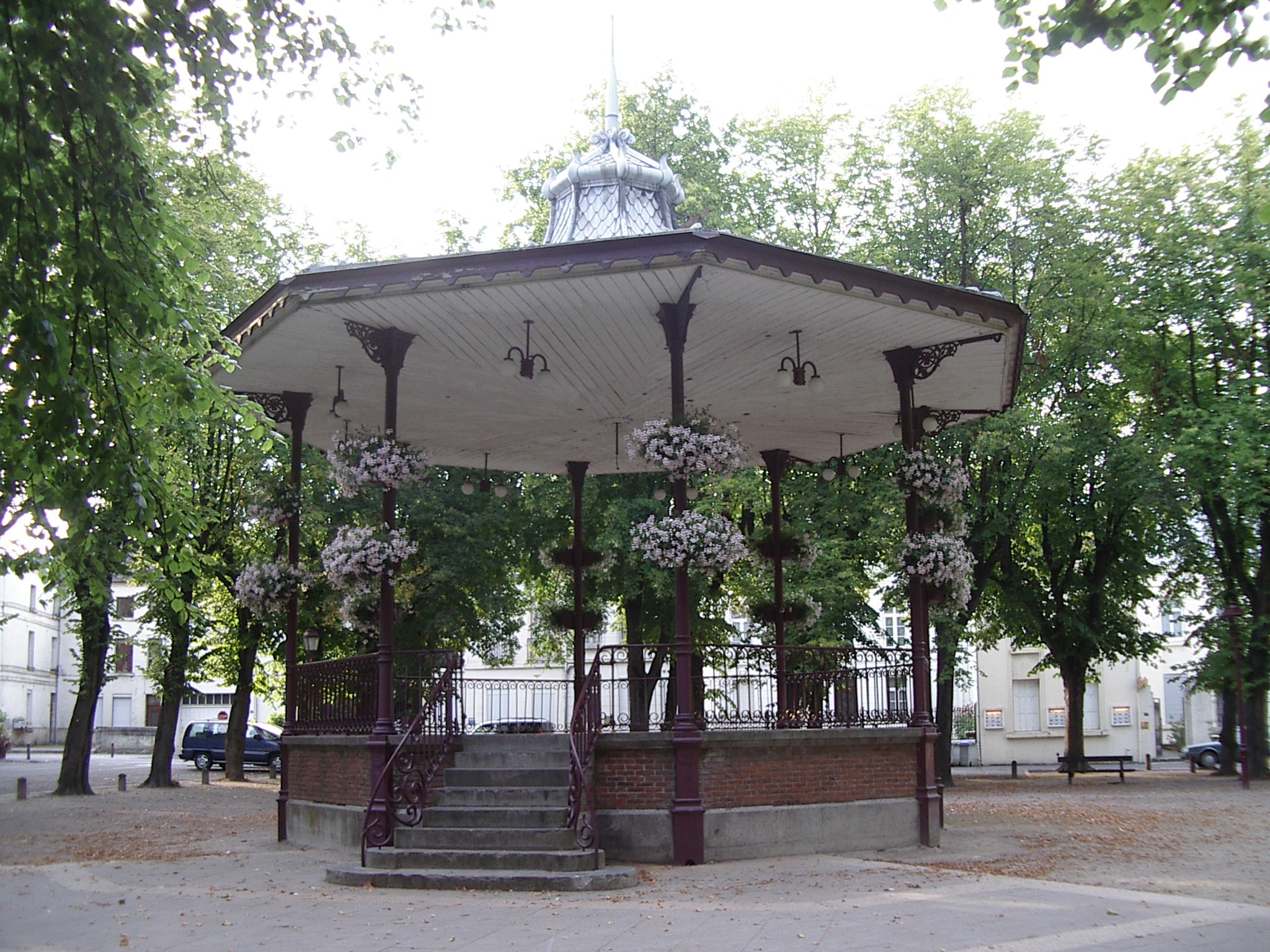
Kiosque à musique.
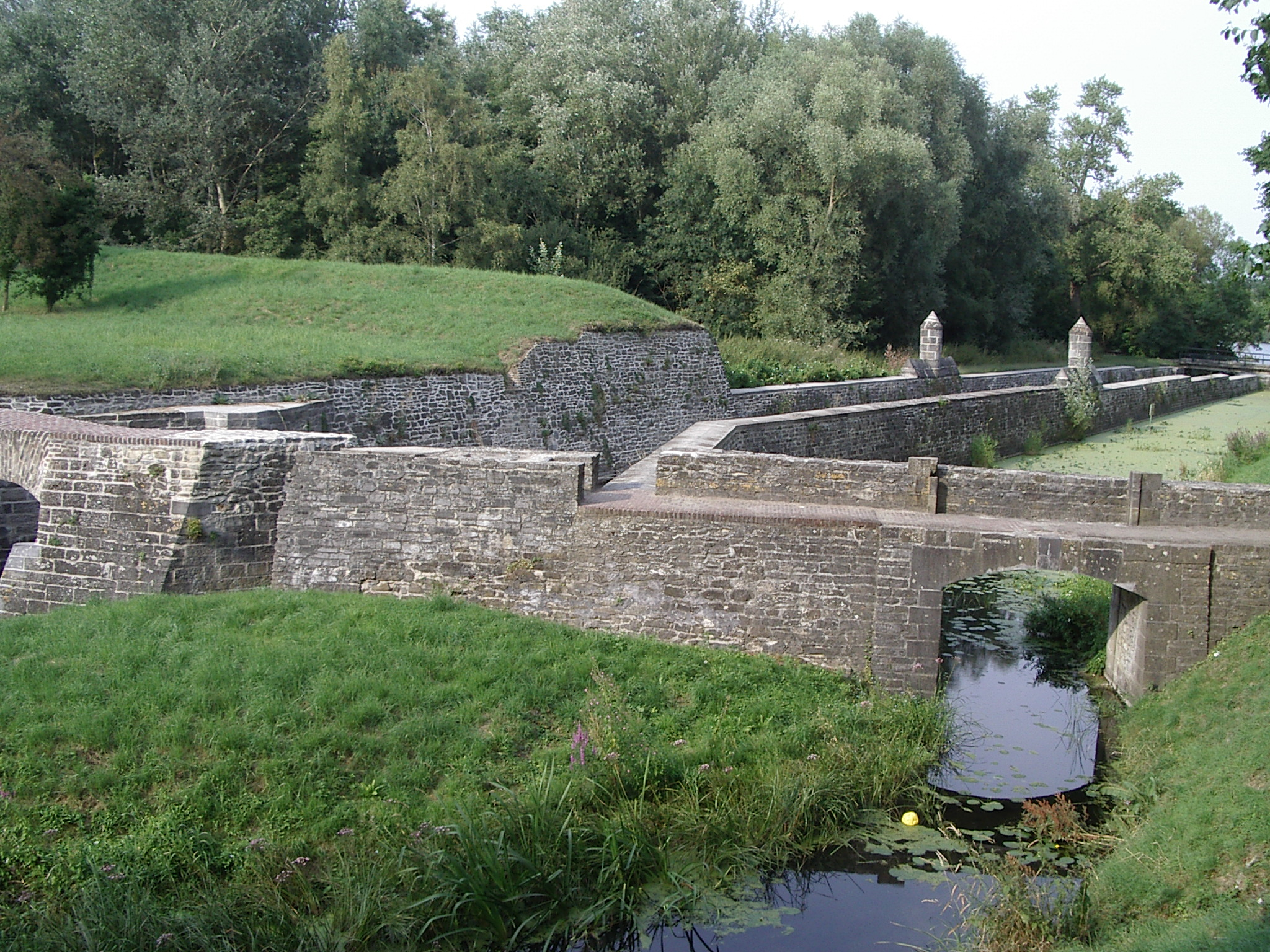
Les remparts.
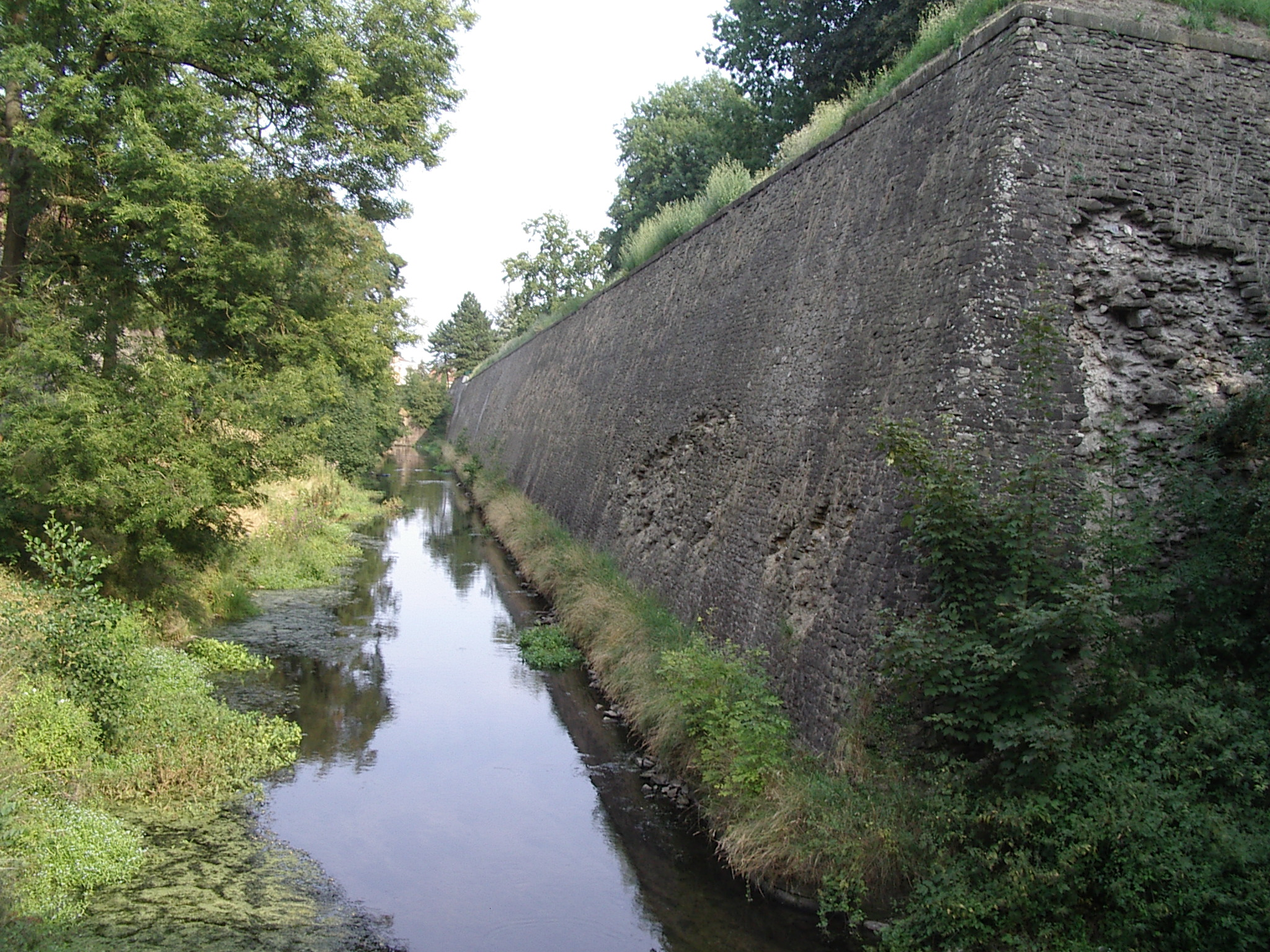
Les remparts.
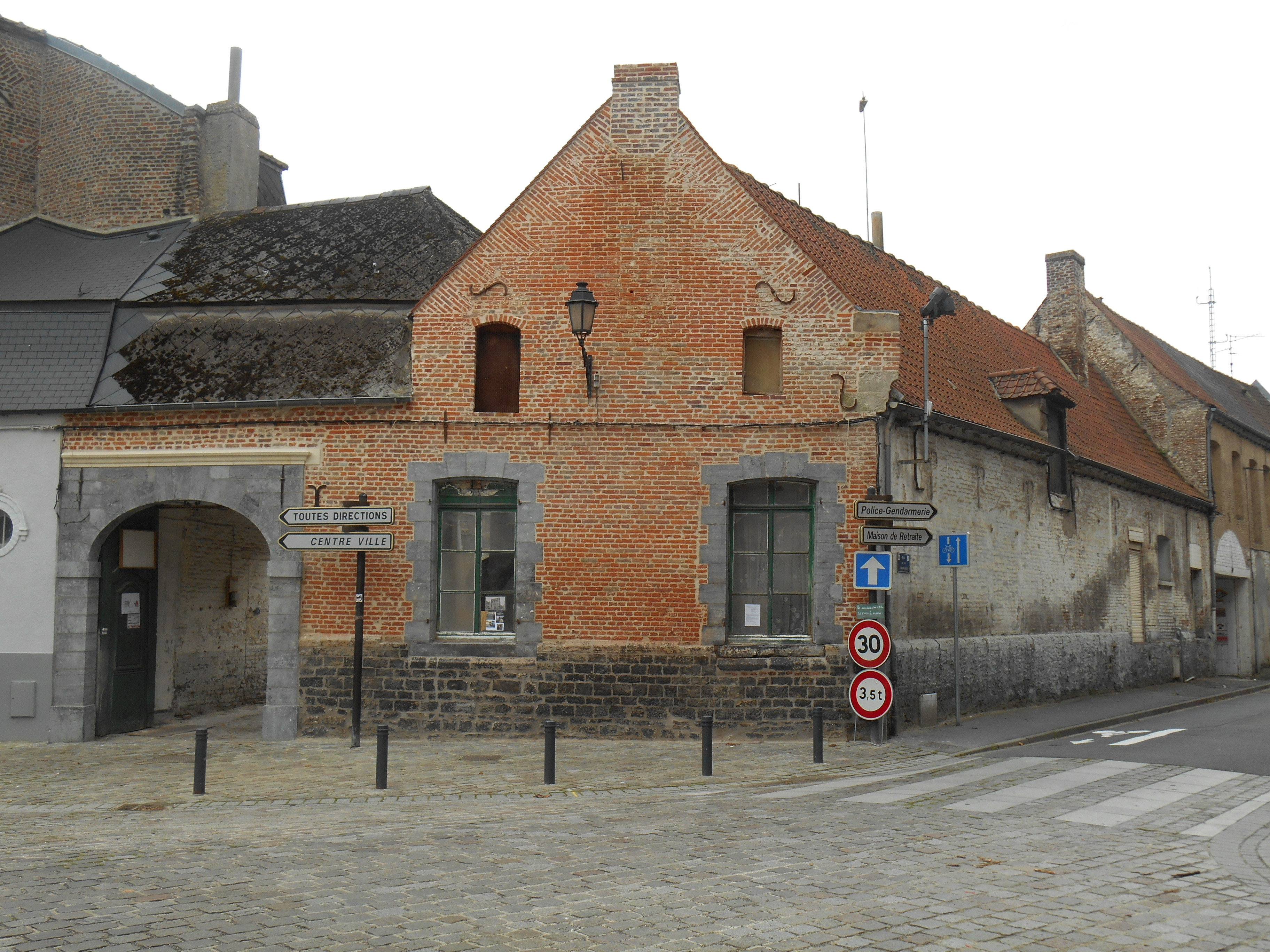
Relais de poste.

### Personnalités liées à la commune
- Godefroy de Condé, dit de Fontaines, fils du seigneur de Condé, évêque de Cambrai en 1218-1219.
- Josquin des Prés († 27 août 1521), musicien célèbre, maître de chapelle de Louis XII, compositeur de la période de la Renaissance.
- Robert de Croÿ (-1556), chanoine de la collégiale, évêque de Cambrai.
- Ernest I de Haynin du Cornet, (bapt. 23/12/1628 à Saint-Nicolas à Douai, fils de Louis et d'Anne le Merchier ; mort le  28/07/1683 au château de Cerfontaine qu'il tenait de Marie Catherine de la Biche, son épouse), capitaine d'infanterie puis commandant de la place forte de Condé au service du roi d'Espagne[53]
- Ernest II de Haynin de Cerfontaine, fils du précédent) époux de Catherine Lardenoy de Ville, eut parmi cinq enfants : Anne-Charlotte-Caroline de Haynin-Cerfontaines, dite « Mademoiselle de la Haye », qui fut la 21e de la liste des Demoiselles de Saint-Cyr de 1686 à 1793 pour le Nord à faire partie de la Maison royale de Saint-Louis. Saint-Cyr est dès lors école de fondation royale instituée par Madame de Maintenon, que Louis XIV développe pour les filles d'officiers qui ont servi la France[réf. nécessaire][54].
- Emmanuel de Croÿ-Solre (1718-1784), maréchal de France
- La tragédienne française Claire Léris dite « Mademoiselle Clairon » (25 janvier 1723 - 30 janvier 1803) est native de Condé-sur-l'Escaut.
- Albert-Augustin-Joseph Duhot (1767-1851), membre et secrétaire du Conseil des Cinq-Cents.
- Gustave-Maximilien-Juste de Croÿ-Solre (1773-1844), Cardinal.
- le militaire Adrien Bourgogne (1785-1867), dit le « Sergent Bourgogne », relata dans ses mémoires toutes les épreuves que la Grande Armée éprouva pendant la retraite de Russie.
- Noël-Dieudonné Finart (1787-1852), artiste peintre.
- Pierre Pureur (1798-1882), homme politique né à Condé-sur-l'Escaut (Nord) et décédé à Valenciennes (Nord).
- Charles Deulin (1827-1877), écrivain.
- Édouard Duchâtelet (1828-1910), architecte.
- Léon de Poilloüe de Saint Mars (1832 - 1897), général de division puis commandent en chef des Armées.
- Gustave Wettge (1844-1909), chef de musique de la Garde républicaine.
- Paul Mascart (1874-1958), peintre.
- Rachel Legrain-Trapani (1988-), Miss France 2007.
- Salhia Brakhlia, journaliste politique.

### Héraldique
| Blason de Condé-sur-l'Escaut | Blason  | D'or à la fasce de gueules. |
| Blason de Condé-sur-l'Escaut | Détails |                             |